# Lista personajelor din Looney Tunes și Merrie Melodies
Seriile de scurtmetraje de animație Looney Tunes și Merrie Melodies lansate de Warner Bros. prezintă o gamă de personaje care sunt listate și detaliate pe scurt aici. Personajele principale din franciză includ Bugs Bunny, Daffy Duck, Elmer Fudd, Foghorn Leghorn, Marvin Marțianul, Motanul Sylvester, Porky Pig, Speedy Gonzales, Diavolul Tasmanian, Tweety, Wile E. Coyote și Road Runner și Yosemite Sam. Această listă nu include personaje din seriale de televiziune legate de Looney Tunes precum personajele Micii poznași, personajele Animaniacii sau personajele Duck Dodgers.

## Personaje principale
Printre personajele principale și bine cunoscute se numără:
- Bugs Bunny - Bugs Bunny este starul seriei. Este un iepure gri care își păstrează calmul în orice situație și se arată mai inteligent decât orice rival Looney Tunes care îi întrerupe stilul de viață relaxat. Fie că are de-a face cu Elmer, Sam, Marvin sau Daffy, Bugs Bunny va ieși învingător din orice confruntare Looney Tunes, continuând să ronțăie relaxat morcovi. Acesta e farmecul lui. Se face cunoscut pentru replica sa Care-i treaba, moșule? (engleză What's up, doc?).
- Daffy Duck - Daffy Duck este un rățoi negru. La început a fost un personaj nebun și țicnit care le dădea bătăi de cap dușmanilor săi până când personalitatea lui s-a schimbat într-un rățoi egoist, ursuz și gata oricând să comenteze. Daffy Duck are mereu de-a face cu Bugs, Porky, Elmer și restul găștii, dar de fapt cel mai mare dușman al său este chiar el, Daffy Duck. Daffy se agită, se deprimă, face tot felul de trăsnăi tipice pentru Looney Tunes și în final toate se întorc împotriva lui.
- Porky Pig - Porky Pig este un porcușor mic și grăsuț ce poartă o haină albastră, o cămașă albă și un papion roșu. Este foarte cunoscut pentru fraza sa la desenele vechi Looney Tunes Asta-i tot oameni buni! (engleză Th-th-th-that's all folks!).
- Elmer Fudd - Elmer Fudd este un vânător destul de timid care vrea să îl vâneze pe Bugs Bunny sau pe Daffy Duck dar din păcate nu reușește niciodată. Este cunoscut pentru fraza sa Șșșșt! Vânez iepui! Ha-ha-ha-ha! (engleză Be vewy vewy quiet, I'm hunting wabbits, huh-uh-uh-uh-uh-uh-uh-uh.).
- Wile E. Coyote și Road Runner - Wile E. Coyote este obsedat de ideea de a-l mânca pe Roadrunner cel rapid, așa că încearcă toate găselnițele perfide din catalogul lui ACME. Dar toate încercările lui Wile E. Coyote se întorc împotriva lui, iar bietul Wile E. Coyote se trezește zdrobit, turtit sau în cădere liberă într-o prăpastie! Road Runner este cea mai rapidă pasăre din deșert. În latină se numește Accelerati incredibulis. Road Runner este o pasăre cu creierul cât un bob de mazăre, care nu știe mare lucru. De la el nu auzi decât „Beep, beep”. Este capabil să evite cursele întinse de Wile E. Coyote, fără să-și dea măcar seama că există. Road Runner se oprește doar cât să mănânce niște semințe, apoi demarează în trombă.
- Diavolul Tasmanian (engleză Tasmanian Devil) - Taz este un fenomen de neoprit, se repede, se răsucește, distruge totul în jur și nu se oprește nicio clipă. Face tot ce-l taie capul, mănâncă tot ce-i pică în mână. Taz nu se oprește niciodată să analizeze lucrurile, el face totul praf!
- Motanul Sylvester - Sylvester este un biet motan vagabond, veșnic frustrat în încercările lui de a-i mânca pe Tweety, Hippety Hopper sau Speedy Gonzales la masa de prânz. Dar și când încearcă să fie bun, Sylvester se alege tot cu vânătăi și cucuie. Bietul Sylvester, pur și simplu nu are câștig de cauză!
- Tweety - Chiar dacă Pasărea Tweety este un canar drăguț, cu o înfățișare inocentă, ochii săi mari și penele galbene ascund inima unui supraviețuitor șiret. Trăind fericit în cușca sa, Tweety se ține la distanță de ghearele de vânător ale lui Sylvester, reușind întotdeauna să-l bage pe acesta la apă, ori de câte ori îi dă târcoale.
- Foghorn Leghorn - Foghorn Leghorn este un cocoș alb și matur care vorbește cu un accent din America de Sud. El vorbește foarte mult iar lumea nu îl poate opri.
- Pepe LePew - Pepe LePew este un sconcs rafinat care se plimbă prin Paris primăvara când lumea se iubește. Acesta este obsedat după o pisică neagră (numită Penelope Pussycat) care are o linie pictată pe spate dintr-un anumit accident și de aceea Pepe crede că este sconcs.
- Marvin Marțianul - Marvin este un marțian negru cu o cască verde și unul dintre dușmanii lui Bugs Bunny.
- Yosemite Sam - Yosemite Sam este un răufăcător hain și crud și unul dintre dușmanii lui Bugs Bunny. Apare ca cowboy sau pirat.
- Speedy Gonzales - Speedy Gonzales, cunoscut ca și cel mai rapid șoarece mexican din lume este un șoricel maro din Mexic. Principalele caracteristici ale lui Speedy sunt abilitatea sa de a fugi foarte repede și accentul său mexican haios. De obicei el poartă un sombrero galben foarte mare, tricou și pantaloni albi și o eșarfă roșie. A apărut pentru prima dată în anul 1953.
- Buni (engleză Granny) - Buni este o bătrânică cu părul gri care poartă ochelari, bluză albă cu un medalion auriu și o rochie mov care acoperă pantofii săi negri. Ea apare ca stăpână a lui Sylvester, Tweety și Hector

## Personaje secundare
Printre personajele secundare și minore se numără:
- Henery Șoimul (engleză Henery Hawk) - Henery este un șoim mic și maro care dorește să își găsească o găină ca să o mănânce. Adesea dă de Foghorn Leghorn și crede că el este găină.
- Barnyard Dawg (sau George P. Dog) - Barnyard Dawg este un câine de vânătoare și dușmanul de moarte a lui Foghorn Leghorn.
- Hippety Hopper - Hippety Hopper este un pui de cangur ce a scăpat de la grădina zoologică. A apărut pentru prima oară în Hop, Look and Listen. Sylvester crede că el este un șoarece uriaș și de aceea încearcă tot posibilul să îl prindă, cu toate că îi este și un pic frică de el.
- Michigan J. Broscoiul (engleză Michigan J. Frog) - Michigan J. Broscoiul este o broască masculină ce poartă un joben, poartă un baston top și are un talent foarte îndelungat la cântat. A apărut pentru prima oară în One Froggy Evening.
- Hubie și Bertie - Hubie și Bertie sunt doi șoricei creați de regizorul Chuck Jones. Au fost introduși în desenul The Aristo-cat.
- Popândăii Prostănaci (Mac și Tosh, engleză Goofy Gophers) - Mac și Tosh sunt doi popândăi mici și maronii cu burțile bronzate și dinții dolari. Amândoi vorbesc cu un accent britanic. Au fost creați de Robert Clampett.
- Rocky și Mugsy - Rocky și Mugsy sunt doi răufăcători creați de Friz Freleng. Ca un regizor, Friz Freleng s-a distrat creiând noi adversari pentru Bugs Bunny, deoarece el a stimit ca inamicii lui Bugs, cum ar fi Beaky Uliul și Elmer Fudd (care a apărut în mai multe desene de Freleng ce sunt comun realizate), sunt prea stupizi să-i dea iepurelui atât de multe probe adevărate. A considerat revoluționar pentru aproape toate de la sfârșitul anilor 1940, deși el ar fi fost, Yosemite Sam nu a fost încă dovedit capabil să îndeplinească pe deplin intențiile creatorului său. Freleng a introdus aceste două personaje ca o perechie de bandiți în desenul din 1946 Racketeer Rabbit. În desen, Bugs a decis să-și caute o casă nouă, dar cea pe care a aleso este din nefericire ocupată de doi derbedei. Aici personajele sunt numite "Rocky" (desenat după Edward G. Robinson) și "Hugo" (o clonă a lui Peter Lorre).
- Hector Buldogul (engleză Hector the Bulldog) -  Hector buldogul pare tare și musculos, dar are o inimă de aur. Din nefericire pentru el, nu este foarte inteligent. Gardian loial bunicii, Hector este, din păcate, de multe ori păcălit de pisica șmecheră Sylvester!
- Bosko - Bosko a fost primul star Warner Brothers. În 1927, Harman și Ising au lucrat încă pentru Walt Disney Studios la o serie cu scurt-metraje live-action/animate știute ca Alice Comedies. Hugh Harman l-a creat pe Bosko în 1927, înante de a părăsi locul Disney. Harman și Ising l-au creat pe Bosko ca un copil de culoare animată. Oficiala apariție a lui Bosko a fost, Sinkin in the Bathub. Bosko a mai fost de asemenea parte a serie Happy Harmonies pentru MGM Cartoon Studio unde design-ul său a fost schimbat într-un adevărat băiețel african.
- Buddy - Buddy a fost al doilea star Warner Brothers după Bosko. A fost creat de Tom Palmer și și-a făcut debutul în Buddy's Day Out.
- Sam Sheepdog si Ralph Wolf - Sam Sheepdog si Ralph Wolf au fost creați de regizorul Chuck Jones. Sam este un câine ciobănesc cu blană albă și păr rășu care îi acoperă ochii. Ralph Wolf este un lup la fel ca Wile E. Coyote cu excepția că are nas roșu în loc de negru și că el vorbește. Plotul desenelor este foarte similar cu cel al desenelor Wile E. Coyote și Road Runner. Ralph încercă din răsputeri să fure oile lui Sam dar el este oprit de acesta. Sam fuge foarte rar dar poate să îl oprească pe Ralph cu un pumn.
- Vrăjitoarea Hazel (engleză Witch Hazel) - Vrăjitoarea Hazel este o vrăjitoare cu pielea verde și una dintre dușmanii lui Bugs Bunny. A apărut pentru prima oară în Bewitched Bunny. Numele ei vine de la un medicament din America de Nord.
- March Anthony și Pussyfoot
- Sylvester Jr.
- Uliul Cioculeț (en. Beaky Buzzard)
- Gossamer
- Lola Bunny
- Petunia Pig
- Țestoasa Cecil (en. Cecil Turtle)
- Câinele Willoughby (en. Willoughby the Dog)
- Câinele Charlie (en. Charlie Dog)
- Pete Puma
- Taurul Toro (en. Toro the Bull)
- Crusher
- Cei trei Urși (en. The Three Bears)
  - Mama Urs (en. Mama Bear)
  - Tata Urs (en. Papa Bear)
  - Bebe Urs (en. Junior Bear)
- Pisica Claude (en. Claude Cat)